# Hydrure d'antimoine
Pour les articles homonymes, voir stibine.
L'hydrure d'antimoine - appelé aussi stibine ou stibane (nomenclature systématique de l'UICPA pour la chimie organique) - fait partie de la famille des composés du groupe V avec l'hydrogène.